# Harley Granville-Barker
Harley Granville-Barker (Londra, 25 novembre 1877 – Parigi, 31 agosto 1946) è stato un commediografo, attore, regista, critico, impresario e produttore teatrale inglese.

## Biografia
Nato Harley Granville-Barker, come nome d'arte usava il solo Granville Barker.
Fece la sua prima apparizione teatrale all'età di quattordici anni. Nel 1899, fu protagonista del dramma Riccardo II messo in scena da William Poel, il fondatore della Elizabethan Stage Society. Diventato esponente di spicco della Stage Society, che propugnava il rinnovamento del teatro proponendo la messa in scena di lavori sperimentali, Barker ebbe contatti con i più noti nomi del teatro britannico, da George Bernard Shaw a William Archer e Elizabeth Robins. La sua prima commedia, The Marrying of Ann Leete venne prodotta nel 1900 dalla Stage Society.
In seguito, decise di occuparsi di una sua compagnia e, insieme a J.E. Vedrenne, prese in affitto il Royal Court Theatre di Londra. Lì, gestì tre stagioni teatrali. Tra i lavori che produsse, vi erano opere di Shaw, Ibsen, Maeterlinck e nuove traduzioni di Euripide, spettacoli che incontrarono il successo del pubblico.
Dal 1904 al 1907, Barker produsse, diresse e interpretò, messe in scena al Royal Court, dieci commedie di Shaw, facendo diventare il commediografo irlandese uno dei principali nomi della scena teatrale britannica del momento. In alcuni casi, il grande successo di quelle produzioni si deve proprio all'interpretazione di Barker, come nel caso de Il maggiore Barbara, dove aveva il ruolo di Adolphus Cusins, e di Uomo e superuomo, interprete di Tanner.

## Filmografia
- Prunella, regia di Maurice Tourneur (1918)